# 기레우리와리역
기레우리와리역(일본어: 喜連瓜破駅, きれうりわりえき)은 일본 오사카부 오사카시 히라노구에 있는 오사카 시영 지하철의 철도역이다. 공사 당시 역명은 기레역이었다.

## 개요 및 역 구조
섬식 1면 2선의 승강장이 있는 지하역이다. 개찰구는 한 군데에만 있다. 야오미나미 방면으로 Y형 즉시선이 있어, 러시 시에는 미야코지마·다이니치 방면 행의 시발열차도 운행되고 있다.

### 승강장
| 1 | ■ 다니마치 선 | 야오미나미 방면                                           |
| 2 | ■ 다니마치 선 | 히라노 · 덴노지 · 덴마바시 · 히가시우메다 · 다이니치 방면 |

## 이용 현황
- 2007년 10월 13일 조사한 결과, 승차 인원 10,889명, 하차 인원 10,663명, 총 합계 21,552명.

## 역세권 정보
- 국도 제309호선
- 국도 제479호선

## 역사
- 1980년 11월 27일: 다니마치 선 덴노지 ~ 야오미나미 간 영업 개시.
- 2006년 2월 1일: Pitapa 사용 개시.
- 2006년 11월 30일: 역 구내 벽면 공사 완료.
- 2008년 6월 30일: 역 방화 공사 완료.

## 인접역
| ■ 오사카 메트로 다니마치선 | ■ 오사카 메트로 다니마치선  | ■ 오사카 메트로 다니마치선 |
| -------------------------- | --------------------------- | -------------------------- |
| T32 히라노 다이니치 방면   | ■ 오사카 지하철 다니마치 선 | T34 데토 야오미나미 방면   |